# Asynapta fungivora
Asynapta fungivora är en tvåvingeart som beskrevs av Grover 1969. Asynapta fungivora ingår i släktet Asynapta och familjen gallmyggor. Inga underarter finns listade i Catalogue of Life.